# Suara
Suara, született Tacumi Akiko (巽 明子; Hepburn: Tatsumi Akiko) (Oszaka, 1979. augusztus 3. –) japán énekesnő, dalai a F.I.X Records kiadó jóvoltából jelennek meg. Az Auqaplus kiadó által készített animék és videojátékok dalai révén lett ismert, ő a projekt legismertebb előadója. Jellegzetes, lassú balladái miatt világszerte egyre több rajongója van, énekében tetten érhető az oszakai nyelvjárás. A Suara indonéz szó, hangot jelent.

## Karrierje
2005-ben debütált a Kuszari című PC-re megjelent Visual Novel nyitó- és záródalaival. Országosan ismert a To Heart 2 anime záródalával lett, de az igazi áttörést az első önálló kislemeze hozta meg neki, mely az Utavarerumono anime opening dalából készült. Máig ez a legsikeresebb kislemeze, több mint 25 000 példányt adtak el belőle. Hasonló sikert hozott neki az első albuma, a Jumedzsi, azonban a sikersorozat váratlanul megszakadt, a második önálló kislemezéből már csak alig több mind 3000 példányt adtak el. Ezután az eladások olyan 2-4000 körül stagnáltak. Így az új megjelenések is ritkábbak lettek, a 2009-ben megjelent Akai Ito kislemez után közel 5 éves kihagyás után jelentkezett újabb önálló kislemezzel, legutóbbi kislemeze, pedig a Fuantei na Kamiszama, mely az új Utavarerumono animesorozat nyitó- és záródalait tartalmazza.
Rajongótáborát döntő többségében férfiak teszik ki.

## Diszkográfia

### Albumok

#### Stúdió albumok
- [2006.09.27] Jumedzsi (夢路 (Yumeji?))
- [2008.08.27] Taijó to Cuki (太陽と月 (Taiyou to Tsuki?))
- [2009.08.19] Kizuna (キズナ (?))
- [2011.10.26] Karin (花凛 (?))
- [2015.10.14] Koe (声 (?))
- [2018.03.28] Hikari (星灯 (?))

#### Egyéb albumok
- [2006.01.25] Amane Uta (アマネウタ (?)) Mini-album
- [2010.06.23] Suara LIVE 2010 Uta Hadzsime (Suara LIVE 2010 ～歌始め～ (Suara LIVE 2010 Uta Hajime?)) Koncertalbum
- [2010.07.21] Amane Uta Második kiadás
- [2012.09.26] The Best ~Tie-Up Collection~ (The Best ～タイアップコレクション～) Válogatásalbum
- [2015.04.22] Jumedzsi Remasterelt kiadás
- [2016.11.08] Utavarerumono Icuvari no Kamen & Futari no Hakuoro Kasu (「うたわれるもの 偽りの仮面&二人の白皇」歌集 (Utawarerumono Itsuwari no Kamen & Futari no Hakuoro Kashu?)) Válogatásalbum

### Kislemezek

#### Önálló kislemezek
- [2006.04.26] Muszóka (夢想歌 (Musouka?))
- [2006.10.25] Hikari no Kiszecu (光の季節 (Hikari no Kisetsu?))
- [2007.02.28] Icsibanbosi (一番星 (Ichibanboshi?))
- [2007.10.24] BLUE / Cubomi -blue dreams- (蕾 -blue dreams- (Tsubomi -blue dreams-?))
- [2008.01.23] Vaszurenaide (忘れないで (Wasurenaide?))
- [2009.01.28] Mai Ocsiru Juki no Jó ni (舞い落ちる雪のように (Mai Ochiru Yuki no You ni?))
- [2009.04.22] Free and Dream
- [2009.06.10] adamant faith
- [2009.10.28] Akai Ito (赤い糸 (?))
- [2014.01.15] Fly away -Óozora e- (Fly away -大空へ- (Fly away -Oozora he-?))
- [2015.11.04] Fuantei na Kamiszama (不安定な神様 (Fuantei na Kamisama?))
- [2016.01.27] Amakakeru Hosi (天かける星 (Amakakeru Hoshi?))

#### Digitális kislemezek
- [2011.01.20] Szakura (桜 (Sakura?))
- [2011.06.30] Kimi ga Ita Nacu no Hi (君がいた夏の日 (Kimi ga Ita Natsu no Hi?))
- [2011.09.22] Cuki Akari ni Teraszarete (月明かりに照らされて (Tsuki Akari ni Terasarete?))
- [2013.03.20] I'm a beast

#### Egyéb kislemezek
- [2005.11.23] Hello (Közreműködik: Ikeda Haruna
- [2012.03.07] Nidzsi Iro no Mirai 虹色の未来 (Niji Iro no Mirai?) (Közreműködnek: Uehara Rena és Cuda Akari)
- [2012.05.23] Future World / Thanks a lot (Közreműködik: Cuda Akari)
- [2014.02.19] Card of the Future (Közreműködik: Psychic Lover)

### Koncert DVD-k
- [2007.11.28] Suara LIVE TOUR 2007 Szekisun Szóka (Suara LIVE TOUR 2007 惜春奏歌 (Suara LIVE TOUR 2007 Sekishun Souka?))
- [2008.09.06] Suara LIVE 2008 Taijó to Cuki no Sirabe (Suara LIVE 2008 太陽と月の調べ (Suara LIVE TOUR 2007 Taiyou to Tsuki no Shirabe?))
- [2010.06.23] Suara LIVE 2010 Uta Hadzsime (Suara LIVE 2010 ～歌始め～ (Suara LIVE 2010 Uta Hajime?))